# Сражение в Мессинском проливе
Сражение в Мессинском проливе (ит. Battaglia dello Stretto di Messina (965)) — одно из морских сражений, произошедших в начале 965 года между флотами Византийской империи и Фатимидского халифата в Мессинском проливе. Оно привело к крупной победе Фатимидов и окончательному провалу попытки императора Никифора II Фоки отвоевать Сицилию.

Арабо-византийске морские сражения (VII - XI вв.)

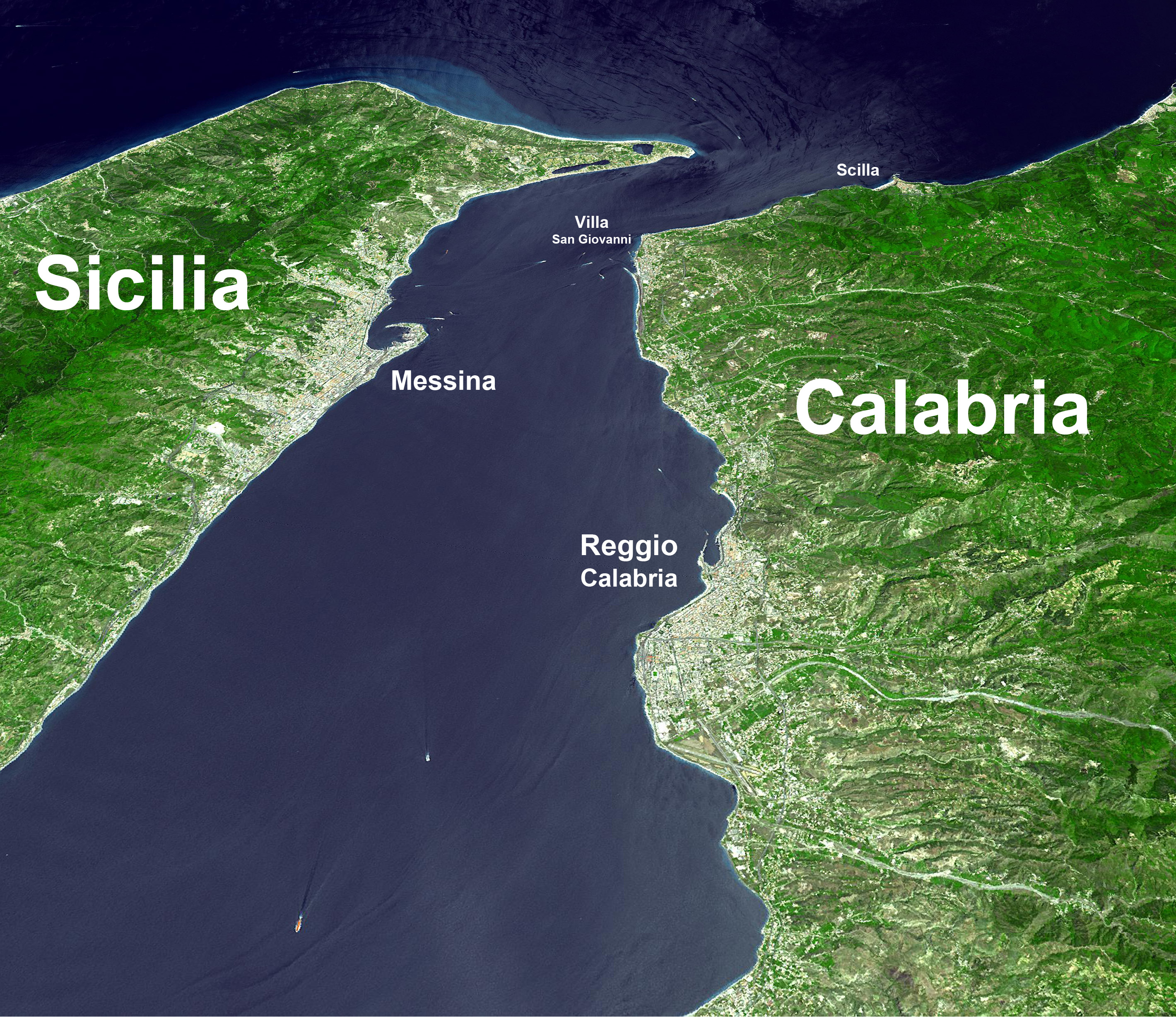
Мессинский пролив

Захват арабами в 902 году Таормины ознаменовал собой фактическое завершение мусульманского завоевания Сицилии. Однако византийцы сохранили некоторые форпосты на острове, а сама Таормина вскоре была потеряна для арабов.
В 960–961 годах Фатимиды снова обратили свое внимание на Сицилию, где решили захватить последние византийские крепости в Таормине, форты Валь-Демоне и Валь-ди-Ното и Рометта. На Рождество 962 года после более чем девяти месяцев осады была взята Таормина. В следующем году арабы осадили Рометту, гарнизон которой обратился за помощью к императору Никифору II, который отправил большую экспедицию под командованием патрикия Никиты Абаланта и своего племянника Мануила Фоки. В октябре 964 года византийская армия высадилась на острове и быстро захватил Мессину и форты Валь-Демоне, но её попытка снять осаду с Рометты провалилась после сокрушительного поражения, в котором погиб Мануил Фока. Не имея надежды на подкрепления, Рометта пала весной 965 года.
После поражения при Рометте оставшиеся византийские войска были вынуждены отступить в сторону Мессины, откуда Никита на кораблях попытался пересечь пролив, чтобы достичь материка. Однако ромеев перехватил флот Фатимидов под командованием Ахмада аль-Кальби.
В последовавшем сражении, известном в арабских источниках как Битва в проливах, арабский наместник Сицилии использовал различные средства для атаки на корабли противника: «арабы ныряли со своих кораблей, чтобы подплыть к судам противника, прикрепляли к веслам веревки с глиняными горшками, содержащими некий вид греческого огня, а затем тащили их к византийским кораблям, чтобы обрушить на них огонь». Эта тактика в конечном итоге увенчалась успехом, и многие византийские корабли были уничтожены, что привело к победе арабского флота. По данным арабских историков, было захвачено около тысячи пленных, среди которых были патрикий Никита и несколько его командиров.
Это поражение вынудило византийцев запросить в 966–967 годах новое перемирие, что привело к подписанию мирного договора, подтвердившего господство Фатимидов над Сицилией.